# Бойчук Микола Каленикович
Бойчу́к Микола Каленикович  (*15 жовтня 1903, с. Розношенське, нині Благовіщенського району Кіровоградської області — †4 квітня 1967, Київ) — український мовознавець. Кандидат філологічних наук.

## Біографія
Закінчив Одеське ІНО (1925) та Одеський педагогічний інститут (1935). Завідувач кафедри української мови педагогічних інститутів у Одесі (1938–1941), Львові (1945–1948); від 1948 — доцент кафедри української мови Київського педагогічного інституту; працював в Інституті мовознавства АНУ.

## Наукова діяльність
Досліджував морфологію старослов'янської мови, історію української мови, видавав українські пам'ятки.
Автор посібників зі старослов'янської мови, підручників з історичної граматики української мови та порівняльної граматики східнослов'янських мов:
- «Старослов'янська мова» (1952),
- «Історична граматика української мови»,
- «Порівняльна граматика української і російської мов» (обидва — 1957, у співавт.).

Бойчук видав «Актову книгу Житомирського міського уряду кінця XVI ст.» (1965).

### Праці
- «Невідмінювані частини мови» (1952),
- «Займенники» (1955),
- «Іменні форми дієслова» (1956).
- Упорядник збірки пам'яток української мови «Актова книга Житомирського міського уряду кінця 16 ст.» (К., 1965), до якої зробив коментар і словник.
- Історична граматика української мови. 1957; 1962 (співавт.); Порівняльна граматика української і російської мов. 1957 (співавт.).